# Ammothea longispina
Ammothea longispina is een zeespin uit de familie Ammotheidae. De soort behoort tot het geslacht Ammothea. Ammothea longispina werd in 1932 voor het eerst wetenschappelijk beschreven door Gordon. 